# Julius Fényi

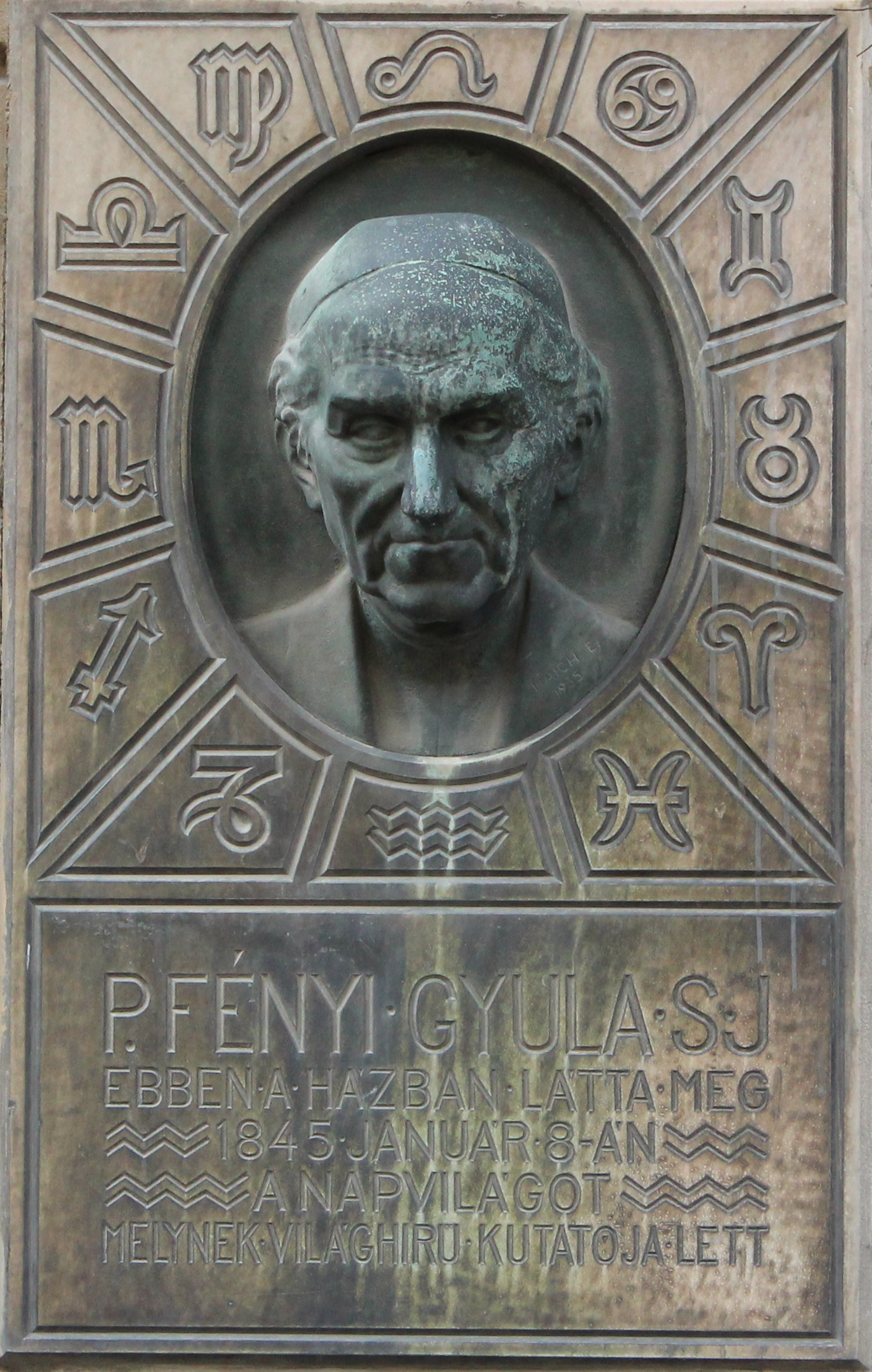
Gedenktafel für Julius Fényi an seinem Geburtshaus in Ödenburg

Julius Fényi SJ (ungarisch Fényi Gyula, ursprünglich Julius Finck; * 8. Jänner 1845 in Ödenburg; † 21. Dezember 1927 in Kalocsa) war ein ungarischer Jesuit und Astronom, der insbesondere für seine umfangreichen Sonnenbeobachtungen bekannt wurde.

## Leben
Julius Finck wurde 1845 als jüngstes von elf Kindern des Kaufmanns Ignaz Finck und der Anna Maria Binder geboren. Im Alter von zwölf Jahren wurde er Waise. Er maturierte am Benediktinergymnasium in Ödenburg. Nach einer schweren Krankheit trat er 1864 in die Gesellschaft Jesu ein und absolvierte sein Noviziat in Tyrnau. Dort studierte er Philosophie und Physik  und unterrichtete anschließend von 1871 bis 1874 Physik, Mathematik, Chemie und Naturgeschichte in Kalocsa. Dabei nahm er den Namen Fényi an. Von 1874 bis 1878 studierte er Theologie an der Universität Innsbruck und wurde 1877 zum Priester geweiht. Daneben beschäftigte er sich mit physikalischen und mathematischen Studien bei Leopold Pfaundler und Otto Stolz. 
Ab 1878 unterrichtete er wieder in Kalocsa, von 1880 bis 1882 war er Assistent am dortigen Haynald-Observatorium, anschließend war er als Mathematiklehrer an der höheren Lehranstalt des Jesuitenordens in Preßburg tätig. 1885 wurde er als Nachfolger von Carl Braun zum Direktor des Haynald-Observatoriums ernannt und beschäftigte sich, bedingt durch die Ausstattung der Sternwarte, hauptsächlich mit der Beobachtung der Sonne. 1913 trat er aus gesundheitlichen Gründen von der Leitung der Sternwarte zurück, führte seine Beobachtungen aber noch bis 1917 weiter. Sein Nachfolger als Direktor wurde Theodor Angehrn.

## Leistungen
Von 1885 bis 1917, 32 Jahre lang, beobachtete Fényi jeden Tag, an dem das Wetter es erlaubte, mit dem 7-Zoll-Refraktor des Haynald-Observatoriums die Sonne und machte damit die Sternwarte zu einer führenden Einrichtung der Sonnenforschung. Seine rund 40.000 Beobachtungen der Sonne stellen eine einzigartige Datensammlung dar. Fényi untersuchte insbesondere Sonnenflecken und Protuberanzen, er verfolgte die Veränderungen der Form und die Geschwindigkeit ihres Auftretens. Neben den detaillierten Beobachtungen der Phänomene stellte er auch Vermutungen über ihre Natur auf. Er untersuchte den Zusammenhang zwischen Protuberanzen und geomagnetischen Phänomenen und schloss, dass die Aktivitäten auf der Oberfläche und in der Atmosphäre der Sonne durch Prozesse in ihrem Inneren gesteuert werden. Fényi beschäftigte sich aber auch mit anderen Zweigen der Astronomie und Astrophysik sowie mit Meteorologie.

## Auszeichnungen und Ehrungen
- 1902: korrespondierendes Mitglied der Accademia Pontifica dei Nuovi Lincei
- 1904: Erster Ehrenvorsitzender des Instituto Solar Internacional in Montevideo
- 1907: Ehrenmitglied der Ungarischen Geographischen Gesellschaft
- 1909: ausländisches Mitglied der Società degli Spettroscopisti Italiani
- 1916: korrespondierendes Mitglied der Ungarischen Akademie der Wissenschaften
- 1924: Ehrenmitglied der Ungarischen Meteorologischen Gesellschaft
- Benennung des Mondkraters Fényi[1] und des Asteroiden (115254) Fényi[2]

## Veröffentlichungen (Auswahl)

### Bücher
- Meteorologische Beobachtungen angestellt am Haynald-Observatorium zu Kalocsa in den Jahren 1886–1888 mit einer Beschreibung des Anemometers und des Sonnescheinautographen. F. Werner'sche Buchdruckerei, Kalocsa 1891
- Protuberanzen beobachtet in den Jahren 1888, 1889, 1890 am Haynald-Observatorium. Kalocsa 1902
- Protuberanzen beobachtet in den Jahren 1891, 1892. Kalocsa 1911

### In Zeitschriften
- Über das Aufleuchten des Cometen 1888 I (Sawerthal). In: Astronomische Nachrichten, 119 (1888), 189–190
- Éruptions Solaire Gigantesques. In: L'Astronomie, 9 (1890), 453–456
- Sur la ligne sombre observée pendant l'occultation du Jupiter par la lune le 7 août 1889. In: Memorie della Società degli Spettroscopisti Italiani, 19 (1891), 20
- Über die gegenwärtige Zunahme der Sonnenthätigkeit. In: Memorie della Società degli Spettroscopisti Italiani, 19 (1891), 202–205
- Rapport sur les Mouvements Aussi Singuliers Qu'extraordinaires d'une Protubérance observée à l'Observatoire Haynald, le 17 juin 1891. In: Memorie della Società degli Spettroscopisti Italiani, 21 (1893), 127–133
- Über die Sonnenfinsterniss am 16. April 1893. In: Astronomische Nachrichten, 132 (1893), 365–368
- A New Point of View for Regarding Solar Phenomena, and a New Explanation of the Appearances on the Surface of the Sun. In: Astrophysical Journal, 4 (1896), 18–37
- Relation Concernant deux Protubérances Observées le 15 Juillet et le 30 Septembre 1895. In: Memorie della Società degli  Spettroscopisti Italiani, 25 (1896), 45–52
- Michelson's Theory of the Displacement of Spectral Lines. In: Astrophysical Journal, 19 (1904), 70–79
- Über das Vorkommen der Protuberanzen auf den Polarcalotten der Sonne. In: Memorie della Società degli Spettroscopisti Italiani, 37 (1908), 107–116
- Über die verschiedene Anzahl der Protuberanzen am Ost- und Westrande der Sonne. In: Astronomische Nachrichten, 219 (1923), 331–332